# 国際関係
国際関係（こくさいかんけい、英語: International relations, IR）とは、国家と国家の間に生じるさまざまな関係を指す。
二国間関係から多国間関係までを包括する概念であり、政治的、経済的、社会的、文化的及び軍事的な関係性を含んでいる。これを研究する学問に国際関係論がある。

## 概説
国際関係は誰により動かされており、どのようなメカニズムで動いているのかを理解するためには、まず国際関係が国内政治と決定的に異なる本質を認識しなければならない。それは国際関係の無政府秩序性である。国家においては権力を一元的に掌握する政府機関が存在し、その政府機関によって制定された法に基づく秩序の下で社会が活動する。しかしながら複数の国家が存在する国際関係において一元的に権力を保有する超国家機関など存在しない。このことは国際関係が無政府状態（アナーキー）となることの自然な帰結だと考えられている。したがって国際関係は単一の主体により動かされているものではなく、複数の主体がそれぞれに動くことによって成り立っていると言える。
ただし無政府状態であることは無秩序状態とは異なったものである。国際関係はしばしば国際社会とも呼ばれるが、これは国際関係の主要な主体が国家であるということを示している。国家が保有するさまざまな権力の総体である主権は絶対的なものであり、永久に不可分であると論じたのはジャン・ボダンであった。この近代的な主権の概念、さらに17世紀におけるヴェストファーレン条約は主権国家の国際的な地位を確立した。国家の要件を満たした場合のみ国家の承認明示的または黙示的方式で行われ、近代国家は独自の立法権や外交権などを行使する権限を獲得した。また国家と国家はそれぞれが承認しあうことによって外交関係を設立し、その関係性の中においてのみ国家は国家としての行為や権利を「主権の平等性」に基づいて均等に認められる。従って国家ではない単なる政治的共同体は国際社会の行為者となりえず、権限や影響力を持たない。これが国際社会の基本的な構造である。
しかしながら現代における国際関係は国家だけが重要な主体ではなくなってきている。国際機関や多国籍企業、非政府組織（NGO）などの新たな行為主体の出現がその原因である。国際関係が進展して国境の障害が取り払われていくと、それまで近代国家だけで構成されていた国際関係に民間団体が介入するようになった。特に多国籍企業は国際経済の飛躍的な発展をもたらした一方で、このような経済の国際化は国家の主権にとっての脅威とする見方も述べられている。また国家が盛んに二国間関係だけではなく多国間関係の構築の乗り出していることは国際機関の急速な発展をもたらしている。国際機関の下では国際法秩序の構築、平和問題や軍備管理、人権問題や環境対策など、多様な分野にわたって活動が行われている。また欧州連合のような国際機関では国家が自らの主権の一部を委譲するような新たな連合の形態も現れており、伝統的な国際社会のシステムは転換しつつある。

## 国際関係史
歴史的には、「他国」と捉えられる存在が現れたときから国際関係とよびうる関係の萌芽が発生し、抗争、支配、従属、協力、連合など、その関係も多様なものであった。主権国家相互による国際関係は、17世紀のウェストファリア会議などによって成立し、近代的な意味での国際社会もそれを機に成立した。当初のように2か国間、3か国間などの限られた国家の間での関係から、交通や輸送、通信の発達した現代では、多くの国が同時に複雑に結びつくようになり、単に「二国間関係」「隣国関係」と呼ぶだけでは足りなくなった。
現代では、それを調整するために、国際機関が置かれたり、国際会議が開かれるなどされている。

## 国際政治

### 国際システム
国際関係はアナーキーであるが、完全な無秩序ではない。主権国家が並存することにより分権的な秩序が形成されている。しかし主権国家に優越する全世界的な統治機関がないために、その秩序はそれぞれの国家の対立関係や協力関係の帰結である。しかしこのような主権国家が形成する秩序は相互作用のまとまりと認識できる場合には国際システムと呼ばれる。
主権国家で構成される国際システムはヨーロッパにおいて三十年戦争後の1648年にウェストファリア条約に起源を持っている。しかしこれが世界中に定着するのは20世紀になってからであり、例えば東アジアでは中華秩序の下で国際関係が秩序付けられており、西アジアではイスラームに基づいた国際関係が形成されていた。19世紀初期には34カ国しかなかった主権国家も第二次世界大戦後には66カ国、ソビエト連邦の崩壊後には193カ国にまで増大し、主権国家の国際システムは普及した。
現代の国際システムは従来型の主権国家が主体となる秩序に加えて非国家主体が台頭しつつある。国際連合や世界銀行のような国際機構、国際的に経済活動を展開する多国籍企業、国境なき医師団のような非政府組織などがそれである。また欧州連合のような地域的な国家の連合体も登場しており、以前の主権国家を単位とするシステムは変容しつつある。これは関税や為替管理、出入国管理などによる交流の拡大、通信技術の発展による情報網の拡大などにより促進されていると考えられる。またそれまでナショナリズムによって統合されていた国民国家の中でも民族や部族などの単位に分離するエスノ・ナショナリズムが掲げられるようにもなっている。

### 国際紛争
紛争とは二者以上の当事者の間に、価値の対立状況の認識が相互にあり、かつ各当事者が自己の価値を実現するために競合する状況を意味し、物的な強制力を伴うような場合は狭義の武力紛争である。しかし対立関係と協力関係が完全に区分できるわけではなく、常に曖昧な要素が含まれる。国際紛争とは一義的に国家間に生じる紛争であるが、非国家主体との紛争をも近年では状況によって呼ばれる場合がある。政治紛争、経済紛争、民族紛争、武力紛争に分けられる。国際関係はこのような紛争により形成されるものと考え、国益や権力を重視する立場を現実主義と言う。
国際紛争を現実主義の立場から説明する場合には勢力均衡理論が適用される。勢力とは国家が保有する国力であり、均衡とは二国間または多国間で同等のものになることを指す。国家が外国の勢力下におかれることを避けるために、もし外国が勢力を増大させるとそれに対抗して国家も勢力を増強する動機づけが働く。この原理によって秩序は勢力の均衡によって形成されていく。勢力均衡は超大国の覇権主義や軍拡競争、同盟、戦争などの事象を合理的に説明することに役立つ理論である。

### 国際協力
国際協力とは国際的に協力した活動であり、紛争の防止、人権の保障、国家建設の援助など幅広い。国際紛争を防止するための取り組みは大きく予防と対処の二つに分けられる。
紛争を予防するためのアプローチに集団安全保障がある。集団安全保障は国際連盟や国際連合による国際協力であり、体制の参加国で武力の不行使を承諾し、紛争は手続に則って平和的に処置、もしも特定の国家が武力を行使しすれば他の諸国が総力を挙げて制裁を加える。
これに加えて国際的な軍拡競争や兵器の拡散を防ぐための軍縮・軍備管理、不安定な地域における平和維持活動、また包括的な紛争防止のための開発援助、軍事支援などもあり、多様な国際協力が行われる。

### 安全保障
国際政治では戦争と平和について長く論じられてきた。戦争が起きないような抑止、戦争が起きた場合に国家が国民や国益、主権、領土をどう守るか、すなわち安全保障について、詳細は「安全保障」を参照。

## 国際機関
国家が単独あるいは二国間で解決できない問題、たとえば情報通信、貿易、金融、集団安全保障、気候変動など地球規模の課題に関する制度やルールについて、主権国家は国際機関を設立し対応してきた。詳細は「国際機関」を参照。

## 国際法
国家と国家の間で、合意に基づいて、権利・義務を定めたもの

。
その主要な法源は条約と慣習国際法である。
松井芳郎ほかによれば、
国際法の古くからある第一の役割は、各国家の管轄の範囲と内容を規制することであったが、
近年では第二の役割として、諸国共通の目的を実現するための仕組みとなることがあり、その結果、国際法の主体（対象）が国家以外となる場合も出ている、とされる。

## 関連文献
- ジョセフ・S．ナイ・ジュニア、デイヴィッド・A.ウェルチ『国際紛争 -- 理論と歴史 原書第10版』有斐閣、2017年
- 高瀬淳一『初めて学ぶ国際関係』実務教育出版，1996年
- 高瀬淳一『20日間で学ぶ国際関係の基礎』実務教育出版，2002年